# Championnats du monde de patinage artistique 1937
Navigation
Mondiaux 1936 Mondiaux 1938
Les championnats du monde de patinage artistique 1937 ont lieu les 12 et 13 février 1937 à la patinoire extérieure de Vienne en Autriche pour les Messieurs, et les 1er et 2 mars 1937 au Earls Court Exhibition Centre de Londres au Royaume-Uni pour les Dames et les Couples.

## Qualifications
Les patineurs sont éligibles à l'épreuve s'ils représentent une nation membre de l'Union internationale de patinage (International Skating Union en anglais). Les fédérations nationales sélectionnent leurs patineurs en fonction de leurs propres critères. 

## Podiums
| Épreuves                      | Or                        | Argent                    | Bronze                      |
| ----------------------------- | ------------------------- | ------------------------- | --------------------------- |
| Messieurs résultats détaillés | Felix Kaspar              | Graham Sharp              | Elemér Terták               |
| Dames résultats détaillés     | Cecilia Colledge          | Megan Taylor              | Vivi-Anne Hultén            |
| Couples résultats détaillés   | Maxi Herber / Ernst Baier | Ilse Pausin / Erik Pausin | Violet Cliff / Leslie Cliff |

## Tableau des médailles
| Rang  | Nation      | Or | Argent | Bronze | Total |
| ----- | ----------- | -- | ------ | ------ | ----- |
| 1     | Royaume-Uni | 1  | 2      | 1      | 4     |
| 2     | Autriche    | 1  | 1      | 0      | 2     |
| 3     | Allemagne   | 1  | 0      | 0      | 1     |
| 4     | Hongrie     | 0  | 0      | 1      | 1     |
| 4     | Suède       | 0  | 0      | 1      | 1     |
| Total | Total       | 3  | 3      | 3      | 9     |

## Détails des compétitions

### Messieurs
| Rang | Nom              | Nation          | Places | Points  | Fig. impo. | Prog. libre |
| ---- | ---------------- | --------------- | ------ | ------- | ---------- | ----------- |
| 1    | Felix Kaspar     | Autriche        | 5      | 357.768 | 1          | 1           |
| 2    | Graham Sharp     | Royaume-Uni     | 10     | 345.236 | 2          | 3           |
| 3    | Elemér Terták    | Hongrie         | 17     | 338.520 | 3          | 5           |
| 4    | Herbert Alward   | Autriche        | 19     | 336.628 | 5          | 4           |
| 5    | Freddie Tomlins  | Royaume-Uni     | 25     | 332.064 | 7          | 2           |
| 6    | Leopold Linhart  | Autriche        | 30     | 331.108 | 6          | 6           |
| 7    | Marcus Nikkanen  | Finlande        | 35     | 326.908 | 4          | 10          |
| 8    | Freddy Mesot     | Belgique        | 42     | 318.608 | 8          | 8           |
| 9    | Emil Ratzenhofer | Autriche        | 45     | 316.040 | 10         | 7           |
| 10   | Lucian Büeler    | Suisse          | 52     | 309.748 | 9          | 11          |
| 11   | Jaroslav Sadilek | Tchécoslovaquie | 50     | 313.260 | 11         | 9           |

### Dames
| Rang | Nom                   | Nation      | Places | Points | Fig. impo. | Prog. libre |
| ---- | --------------------- | ----------- | ------ | ------ | ---------- | ----------- |
| 1    | Cecilia Colledge      | Royaume-Uni | 7      |        |            |             |
| 2    | Megan Taylor          | Royaume-Uni | 14     |        |            |             |
| 3    | Vivi-Anne Hultén      | Suède       | 25.5   |        |            |             |
| 4    | Hedy Stenuf           | France      | 31.5   |        |            |             |
| 5    | Emmy Putzinger        | Autriche    | 32     |        |            |             |
| 6    | Hanne Niernberger     | Autriche    | 42     |        |            |             |
| 7    | Belita Jepson-Turner  | Royaume-Uni | 49     |        |            |             |
| 8    | Gladys Jagger         | Royaume-Uni | 58     |        |            |             |
| 9    | Martha Mayerhans      | Allemagne   | 70     |        |            |             |
| 10   | Angela Anderes        | Suisse      | 72     |        |            |             |
| 11   | Victoria Lindpaintner | Allemagne   | 67     |        |            |             |
| 12   | Audrey Peppe          | États-Unis  | 78     |        |            |             |

### Couples
| Rang | Nom                                        | Nation          | Places | Points |
| ---- | ------------------------------------------ | --------------- | ------ | ------ |
| 1    | Maxi Herber / Ernst Baier                  | Allemagne       | 8.5    |        |
| 2    | Ilse Pausin / Erik Pausin                  | Autriche        | 14.5   |        |
| 3    | Violet Cliff / Leslie Cliff                | Royaume-Uni     | 24.5   |        |
| 4    | Piroska Szekrényessy / Attila Szekrényessy | Hongrie         | 30.5   |        |
| 5    | Inge Koch / Günther Noack                  | Allemagne       | 31.5   |        |
| 6    | Anna Cattaneo / Ercole Cattaneo            | Italie          | 42.5   |        |
| 7    | Stephanie Kalus / Erwin Kalus              | Pologne         | 46.5   |        |
| 8    | Feda Kalencikova / Karel Globar            | Tchécoslovaquie | 53.5   |        |